# Regnis
Regnis is een historisch merk van motorfietsen.
Dit was een Australisch motormerk uit het begin van de twintigste eeuw. Er vrijwel niets van het merk bekend, maar wel dat er in 1915 een model met een 5pk-JAP-V-twin werd gemaakt. 